# Nógrádi Gábor műveinek listája
Nógrádi Gábor magyar költő, író, újságíró, hangjáték-, tévéjáték- és filmforgatókönyv-író műveinek listája.

## Regények, novelláskötetek, gyermekkönyvek
| #   | Cím                                                                                                 | Az első megjelenés éve |
| --- | --------------------------------------------------------------------------------------------------- | ---------------------- |
| 01. | Gyerekrablás a Palánk utcában (Az 1. kiadás címe: Hecseki és a gyermekrablók)                       | 1986 (1983)            |
| 02. | Hecseki és a kedves betörők                                                                         | 1987                   |
| 03. | Segítség, ember!                                                                                    | 1989                   |
| 04. | A mi Kinizsink                                                                                      | 1990                   |
| 05. | Hogyan neveljünk….?                                                                                 | 1995                   |
| 06. | Újra: Segítség, ember!                                                                              | 1996                   |
| 07. | No, és hogyan neveljük….?                                                                           | 1996                   |
| 08. | Galambnagymama - Online elérhetőség Archiválva 2014. május 8-i dátummal a Wayback Machine-ben (MEK) | 1996                   |
| 09. | Mit jelent a piros kerek? (Verses képeskönyv)                                                       | 1997                   |
| 10. | Petepite                                                                                            | 2000                   |
| 11. | Az anyu én vagyok                                                                                   | 2002                   |
| 12. | A pénz nem a fákon nő!                                                                              | 2003                   |
| 13. | Gyerünk haza!                                                                                       | 2004                   |
| 14. | Ide nekem a címlapot is! (A médiakapcsolatok művészete) Online elérhetőség (MEK)                    | 2004                   |
| 15. | Édes Munyimunyi                                                                                     | 2005                   |
| 16. | A bátyám zseni!                                                                                     | 2006                   |
| 17. | Nézz rám, mami!                                                                                     | 2006                   |
| 18. | Marci öröksége                                                                                      | 2007                   |
| 19. | Marci visszavág                                                                                     | 2008                   |
| 20. | Az öcsém zseni                                                                                      | 2009                   |
| 21. | Vigyázz, hogy sose érjen baj! (Cakó Ferenccel közösen) Online elérhetőség (MEK)                     | 2010                   |
| 22. | Papa, ne már! (Samu és papa 1.)                                                                     | 2010                   |
| 23. | A bölcs gyerek könyve (Nógrádi Gergellyel közösen)                                                  | 2010                   |
| 24. | Idenézek, odanézek - Korábban: Mit jelent a piros kerek? (Verses képeskönyv)                        | 2011                   |
| 25. | Nem vagyok Samu! (Samu és papa 2.)                                                                  | 2011                   |
| 26. | A gonosz hét napja (Légy jó, tesó!)                                                                 | 2012                   |
| 27. | A tengeren is túl                                                                                   | 2013                   |
| 28. | A hó fogságában                                                                                     | 2013                   |
| 29. | Kengu elrablása (Ringabringa nyomozók 1.)                                                           | 2013                   |
| 30. | A mi Dózsánk                                                                                        | 2014                   |
| 31. | Emmike nem semmike                                                                                  | 2014                   |
| 32. | Láttam, mi történt                                                                                  | 2014                   |
| 33. | A nagyikám zseni                                                                                    | 2015                   |
| 34. | Ellopták a biciklimet! (Ringabringa nyomozók 2.)                                                    | 2015                   |
| 35. | Megelőzni a jövőt                                                                                   | 2017                   |
| 36. | Zöldségkommandó                                                                                     | 2017                   |
| 37. | Lángoló nyaram - Dávid és Dorte                                                                     | 2017                   |
| 38. | Nyeregbe, srácok!                                                                                   | 2018                   |
| 39. | Hova nézel, Papa? (Vigyázz a mobillal, hogy sose érjen baj!)                                        | 2019                   |
| 40. | A csere (Adam és David)                                                                             | 2020                   |
| 41. | Segítség, értem a kutyámat! (Már tudok olvasni)                                                     | 2021                   |
| 42. | Alex hét napja                                                                                      | 2022                   |
| 43. | Alattunk a kincs                                                                                    | 2022                   |
| 44. | Legyél a tesóm! (Már tudok olvasni)                                                                 | 2023                   |
| 45. | Szökés Szomjasbokorból (Nyelvkincstár-sorozat; társszerző: Csájiné Knézics Anikó)                   | 2023                   |
| 46. | Akit keresnek: Jesua                                                                                | 2024                   |

## Verseskötetek
| Cím | Az első megjelenés éve                                 |      |
| --- | ------------------------------------------------------ | ---- |
| 01. | Kéthátú életünkben                                     | 1973 |
| 02. | Alagsori zsoltárok                                     | 1979 |
| 03. | Itt éltünk köztetek - Állatsírversek (Anna Moll néven) | 1990 |
| 04. | Ki érti ezt? (Versek 2003-2004)                        | 2005 |
| 05. | Összegyűjtött versek 2008                              | 2008 |